# Бинев, Андрей Петрович
Би́нев Андре́й Петро́вич, (род. 11 августа 1956, Москва) — писатель, журналист, автор многочисленных статей, романов.
Родился в семье офицера военной авиации Болгарской Армии и лингвиста. В 1979 году окончил исторический факультет МГПИ им. В. И. Ленина, затем был направлен на службу в МУР (ГУВД г. Москвы). Получил юридическое образование в ведомственной школе на базе ЮЗИ.
Академик Международной академии телевидения и радио.

## Биография
Образование высшее, гуманитарное (история, педагогика, право), языки — английский, болгарский. Окончил МГПИ им. Ленина (ныне МПГУ), исторический факультет, в 1979 г., специальное учебное заведение МВД СССР и высшие курсы на базе ЮЗИ в 1981 г..
С 1979—1989 гг. был офицером УУР ГУВД Москвы (МУР), в различных подразделениях и в отделе по расследованию убийств и тяжких преступлений против личности. Одновременно сотрудничал в качестве автора с Агентством Печати Новости (АПН) на неюридическую тематику.
Журналистскую деятельность начал в 1980 году в АПН, в издании на болгарском языке «Днес и утре» в качестве автора крупных очерков. Очерки писались на болгарском и русском языках.
Далее (с 1989 г.) работал в должностях — заведующего отделом информации и специального обозревателя при главном редакторе еженедельника «Аргументы и факты» (главный редактор — В. А. Старков), с 1993 г. — заведующим отделом информации «Общей газеты» (газета Егора Яковлева), заместителем вице-президента «РТВ-пресс» (президент — Егор Яковлев), директором по развитию «Общей газеты», собственным корреспондентом «Общей газеты» в Юго-восточной Европе и на Ближнем Востоке. Был членом редколлегий «Аргументы и факты» и «Общая газета», а также входил в директорат АО «РТВ-пресс».
С октября 1997 года работает в ВГТРК: редактором-консультантом, комментатором и специальным корреспондентом в общественно-политической редакции «Вести», начальником международного отдела Дирекции информационных программ (ДИП) «Вести». Снимал сюжеты и документальные ленты для общественно-политической и информационной редакции (более сорока документальных работ). Некоторые сюжеты сняты в «горячих точках». Принимал участие в программах РТР «Парламентарий» и «Федерация». В этот период работы председателями компании были Н. К. Сванидзе, М. Е. Швыдкой и О. Б. Добродеев (по н.в.).
С 2001 года работал начальником отдела региональной корреспондентской сети и подготовки материалов к эфиру Дирекции информационных программ (ДИП) «Радио России», вел ряд политических и утренних программ в прямом эфире. Был дипломатическим корреспондентом, аккредитованным от ВГТРК («Радио России») в МИД РФ во время рабочих визитов министра иностранных дел за рубеж.
В период с 2003 по 2006 работал начальником международного отдела Главной редакции информационных программ телекомпании ТВЦ, в программе «События». Принимал участие в производстве информационных сюжетов на международную тематику. (Президентом компании в тот период был О. М. Попцов)
С 2006 г. — начальник отдела региональной корреспондентской сети радиостанций «Маяк» и «Радио России», затем — ведущий ежедневной программы «Маяк. Дежурная часть» (ВГТРК).
С 2007 г. — ведущий и политический обозреватель программы «Национальная безопасность» (ежедневная политическая программа в эфире радиостанции «Радио России» — ВГТРК).
С 2010 года по 2016 год — ведущий и руководитель программы «Вольный слушатель» (ежедневный выпуск) в ГРК «Радио России» (ВГТРК). Состоит в должности политического обозревателя.
С 2014 года по 2016 год — ведущий программы «Всюду деньги?», которая выходит в эфир в первую и третью субботу каждого месяца в утренние часы. Программа делается с творческой поддержкой Банка России.
С 2016 года по 2018 год - аналитик и обозрватель на сайте ТВ360 Ш(опубликовано более трехсот статей). 
С 2019 года – заместитель главного редактора радиокомпании "Говорит Москва". Соведущий программы "Юбилейные даты русской литературы" (руководитель проекта журналист Диана Иосифовна Берлин). 

## Творческая деятельность
В АПН (далее — РИА «Новости») был автором семи крупных очерков в журнале «Днес и утре» (на болгарском языке), в которых рассказывалось о разных областях культурной и политической жизни. Всё это были подробные очерки о людях, известных своей общественной и творческой деятельностью.
В АиФ было опубликовано более семидесяти репортажей, интервью, очерков. Около трех десятков крупных материалов опубликованы в «Общей газете», в «Сегодня», в «Криминальной хронике».
По мотивам очерка «Белые вороны каркают по-своему» (опубликована в двух газетах: «Общая газета» и «Криминальная хроника») о драматических латвийских событиях в начале 90-х годов компанией ВВС снят документальный фильм. Очерк «Я вас всех помню» и др. материалы в ряде печатных СМИ, в которых сообщалось о событиях, имевших отношение к деятельности спецслужб, лег в основу еще одной документальной ленты.
Был сценаристом двух полнометражных документальных фильмов о тайнах советского ПВО. Снят документальный фильм для московского канала 2Х2- «Многоженцы». В дальнейшем во время работы в программе «Вести» было снято более сорока документальных фильмов и сюжетов на общественно-политическую и нравственную тематику.
К числу этих лент относятся: «Тайга обетованная», «Случайно живая», «Свободный космодром», «Купите дом в раю» (две части), «Крепость» (последние указанные ленты повествуют о Чеченских событиях в пограничных районах Ставрополья), «Доживем до понедельника?» (документальный фильм о смерти учителя, бывшего «афганца», в Ульяновске во время голодовки), «Шайтан-арба в рассрочку или куда катится вагон?» (фильм о жизни россиян вдоль северной железной дороги — от Москвы до Архангельска, и о внутренней политике России); «Кто летел в самолете, кто качался на качелях?» (фильм о пропавшем без вести в августе 1944 года под Смоленском французского пилота маркиза де Форша из «Нормандии Неман»), совместно с журналистом Романом Бабаяном снял документальный фильм о наемниках в Боснии и Герцеговине — «База», и ряд других лент (о Владимирском централе, о Мурманском порте и тайнах выращивания дорогих пород рыб, о забытых художниках Владимира и пр.).
Длительное время вел прямые программы на канале «Радио России», в числе которых «Открытый микрофон».
Автор сценариев для художественных сериалов. По его сценарию снят сериал «Почтальон» (8 серий). Написаны сценарии к нескольким сериалам, а также к художественным лентам «Сенатор» (на основе романа Добросоцкого «Ностальгия по будущему») и «Палех».
В 2008 году был опубликован его первый роман «Рыба для президента» (ЭКСМО)
С 2010—2011 гг. в издательстве ОЛМА опубликованы следующие книги, написанные в предыдущие годы, а также и в настоящее время:
— «Вирус подлости» (история разрушения семьи советского корреспондента ТАСС в конце 80-х годов. События происходят в Австрии, Германии и СССР. Написана по реальным событиям, рассказанным очевидцем и участником той истории). ОЛМА
— «Трое» (состоит из трех повестей — «Еврейская рапсодия», «Пергамент хмурого утра», «Кэтрин и я, её русский жиголо», рассказывается о судьбе трех мужчин: тележурналиста, бывшего ученого и офицера разведки). ОЛМА
— «Рыба для президента» (роман был издан в ЭКСМО, переиздан в ОЛМА, как первая часть трилогии «Большое плаванье рыбаков»).
— «Операция Пальма-Два» ОЛМА
— «Дорога домой» («Рыба для президента», «Операция Пальма-Два» и «Дорога домой» являются трилогией, повествующей о реальных событиях, связанных с поездкой в СССР в 1966 году генерала де Голля, затем с визитом в 1987 году во Францию Михаила Горбачева и с событиями в России в августе 1991 года. Романы написаны в стиле острой политической сатиры). ОЛМА
— «Небесная станция по имени Рай» (сборник двух повестей и девяти крупных новелл — о различных жизненных коллизиях). ОЛМА
— «Эстетика убийства» (оригинальный роман-триллер, написанный от лица каждого из участников событий, о том, как формируются в обществе низменные инстинкты, связанные с желанием знать о чужих трагедиях, о чужой жизни). В основе — серийные убийства известных людей и работа телекомпании по освещению этих жестоких преступлений. Подобная история произошла в 2009 году в Бразилии, её идея и легла в основу романа. Критическая статья Льва Аннинского («Преступление без наказания») была опубликована в той же книге в качестве послесловия. ОЛМА
— «Принцесса, сыщик и черный кот» — роман о работе за границей русского офицера спецслужбы, влюбившегося в английскую аристократку. События разворачиваются на Кипре, в Болгарии, во Франции и в Великобритании. Роман написан по мотивам реальной истории. ОЛМА
— «Похищение Европы» — в основе история, происшедшая в Мюнхене в 2010 году — похищение несколькими мужчинами и женщинами преклонного возраста банкира, отнявшего обманным путём все их сбережения. События перенесены в Россию с учетом национальных особенностей бизнеса у нас. Роман написан в стиле сатирической остросюжетной прозы. ОЛМА
— «Тихий солдат» — Драматическая история жизни часового Буденного и Сталина, рассказанная автору романа его сыном. Приведены редкие исторические факты, сыгравшие в жизни этого человека роковую роль. События начинаются в 1935 году и заканчиваются в 1965. Это часть истории государства на примере личной истории скромного и честного человека, оставшегося верным своим принципам, несмотря на предательства, жертвой которых он стал. Издана в ЭКСМО в сентябре 2013 г..
За этот роман был награждён Дипломом лауреата Федерального Агентства по печати и массовым коммуникациям «Лучшая книга журналиста 2013 года».
— «Завтрак палача» — В VIP-отеле для особых персон на Балканском полуострове служит официант по
прозвищу Кушать Подано. Красивый и обаятельный мулат, он способен расположить к себе
любого постояльца, будь то российский олигарх, испанская авантюристка, сын
нацистского преступника или неаполитанский мафиози. Кушать Подано мастерски
проникает в сердца клиентов, он без слов понимает, чего именно от него хотят, и
безоговорочно исполняет все желания. Взамен постояльцы открывают официанту свои
души — порой, черные, страшные, а порой, отчаянно несчастные. Они доверяют ему
удивительные и во многом узнаваемые истории своих неправедных жизней. А Кушать
Подано ведет свою летопись. Летопись жизни воров, убийц и жертв… Но главная
загадка — кто же такой в действительности обаятельный мулат по прозвищу Кушать
Подано… Издан в ЭКСМО в октябре 2014 г. .      
- Роман "Расщепление ядра" - Три известных писателя разных возрастов принимают революционное участие в общественной жизни России (изначально находятся в политической оппозиции), но обнаруживается, что они по-разному смотрят на эту жизнь и оказываются в острых противоречивых отношениях друг с другом. Один из них, самый старший по возрасту и опыту, уходит из жизни в отчаянии и в разочаровании; второй решает сыграть ва-банк с высшей политической инфраструктурой власти и получает шанс возглавить государство, а третий, самый младший, будучи талантливым и в высшей степени порядочным молодым человеком, готов пожертвовать жизнью ради того, что считает справедливым и самым важным в отношениях между властью и людьми. Это, своего рода, альтернативная история страны, берущая свое начало в наши времена и уходящая в будущее на несколько лет. Образы писателей в романе очень узнаваемы. Это острое трагичное повествование о том трудном мире, в котором мы не только существуем, но и с которым еще предстоит встретиться и пережить. Роман опубликован в ЛитРес.       
- Повесть "Барон и Рак" - драматичная история БОМЖа и миллиардера, встретившимся вследствие необычных обстоятельств в охраняемом богатом доме. Это острый конфликт двух мужчин одного возраста. Судьба каждого из них - слепок нашей действительности. Свидетели этого конфликта (повар, охрана, обслуга) вынуждены выбрать для себя одну из сторон. Это психологический триллер, остросюжетный, реалистичный. Повесть опубликована в ЛитРес.   

## Увлечения
— путешествия, фотография
— чтение классической, талантливой литературы
— кинематограф
— кулинария
— связующая тайна языков, история возникновения неочевидных лингвистических общностей
— психология личности и человеческих общностей, философия мысли
— криминальная психология.

## Родители
Отец — военный авиаинженер, полковник Болгарской армии, окончил военно-воздушную академию им. Жуковского, работал в должности заместителя директора (а также начальника испытательных стендовых лабораторий) НИИ военной авиатехники Болгарии, умер в 1997 г..
Мать — переводчик с испанского и португальского языков, окончила МГПИиЯ им. М. Тореза, работала в институте Латинской Америки и в ВГБИЛ (в должности главного библиографа), умерла в 2010 г..

## Семья
Жена — Ирина Георгиевна, переводчик с немецкого языка. Окончила романо-германский факультет МПГУ (бывший МГПИ им. В. И. Ленина). Работает в ИНИОН РАН. Является главным библиографом академического института этнографии.
Дочь Елена — редактор-переводчик в «NEWSru.com», переводчик с английского языка, окончила Литературный институт им. М.Горького, получила диплом заочной Кембриджской лингвистической школы (Англия).
Внук Григорий, 2014 (30 апреля) года рождения (Москва).

## Награды
- Лауреат Федерального Агентства по печати и массовым коммуникациям «Лучшая книга журналиста 2013 года» за книгу «Тихий солдат».
- Медаль «Защитнику свободной России»,
- Медаль за 10 лет безупречной службы в МВД СССР,
- Знак отличника МВД СССР,
- Юбилейный знак МИД РФ.